# Giffardova vzducholoď
Giffardova vzducholoď byla první motorem poháněná řiditelná vzducholoď. Poprvé se vznesla 24. září 1852.
Francouzský vynálezce Henri Giffard ji vybavil speciálně vylehčeným parním strojem o výkonu 2 kW (3 k). Ten poháněl vrtuli, která měla  110 otáček za minutu. Palivem byl koks. Vřetenovité těleso vzducholodi bylo plněné vodíkem, řízena byla trojúhelníkovým plachtovým kormidlem. 
Vzducholoď ke svému prvnímu a jedinému letu odstartovala z dostihového závodiště v Paříži. Dosáhla rychlosti 10 km/h a vystoupila do výšky 1 800 m. Byla schopná manévrování, dokázala letět šikmo na směr větru, ale na let proti větru a návrat na místo startu slabý výkon motoru nestačil. Vzducholoď uletěla vzdálenost 27 km a přistála v Élancourtu. 
Za první plně řiditelnou vzducholoď, která se dokázala vrátit na místo vzletu je považována až La France z roku 1884. 

## Technické údaje
- Posádka: 1 pilot
- Délka: 44 m
- Průměr: 12 m
- Objem: 2 500 m³
- Pohonná jednotka: parní motor o výkonu 2 kW (3 k)
- Dostup: 1 800 m
- Maximální rychlost: 10 km/h